# 堤防

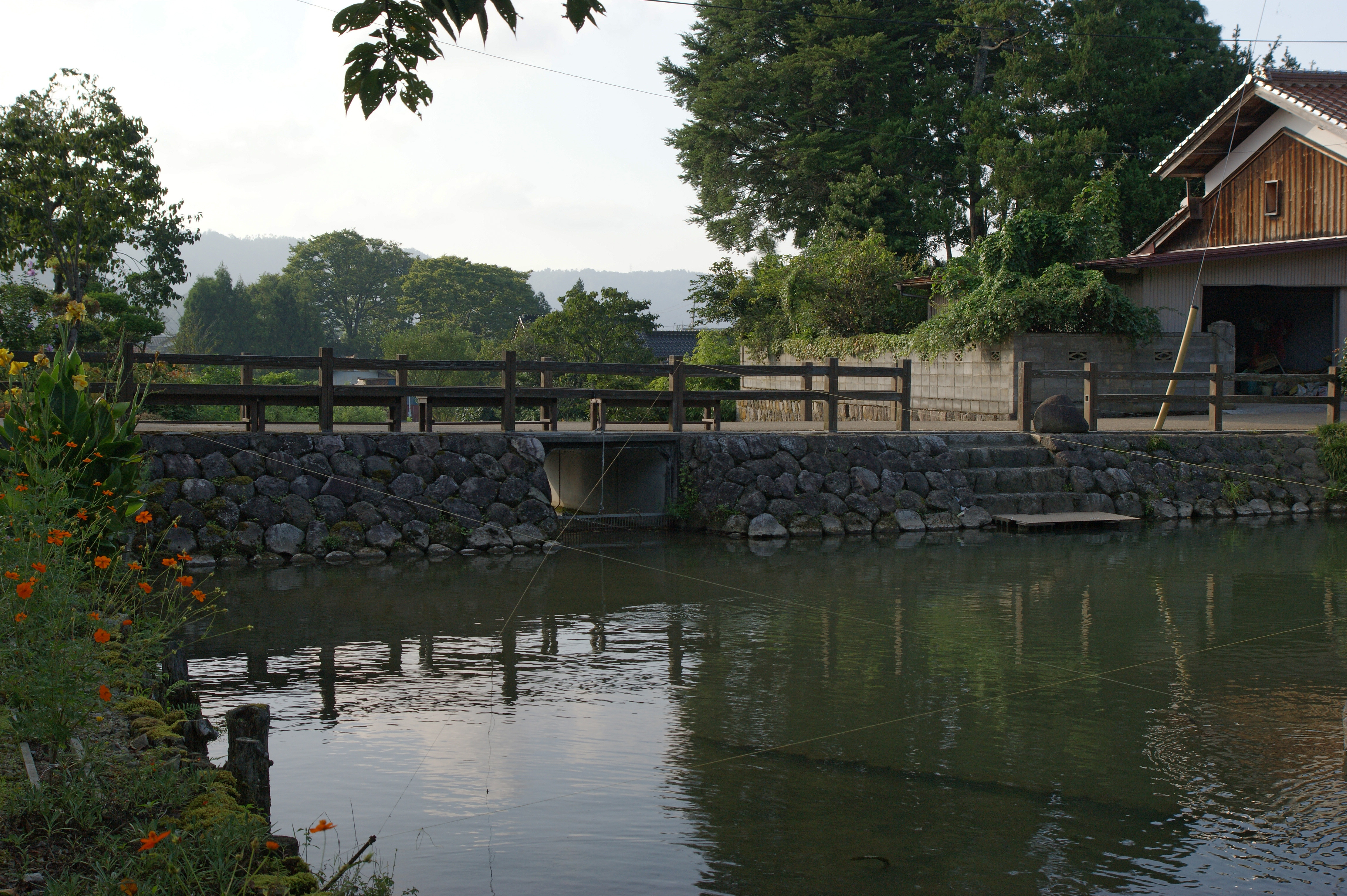
例：江戸時代初期築造の堤防
「伊木の堤」（鳥取市鹿野）

堤防（ていぼう、英語: levee）とは、人家のある地域に河川や海洋の水が浸入しないように、河岸や海岸、運河に沿って土砂を盛り上げた治水構造物のことである。一部は、土手（どて）とも呼ばれる。

## 河川堤防

### 概説
河川の堤防は主に洪水時の氾濫を防ぐ目的で設けられる。

#### 堤防の構造

一般的な河川堤防の断面図。
1.計画高水位 (HWL) 2.低水路 3.高水敷（河川敷） 4.表法 5.表小段 6.天端 7.裏法 8.裏小段 9.犬走り 10.低水護岸 11.堤外地 12.堤防敷 13.堤内地 14.河川区域

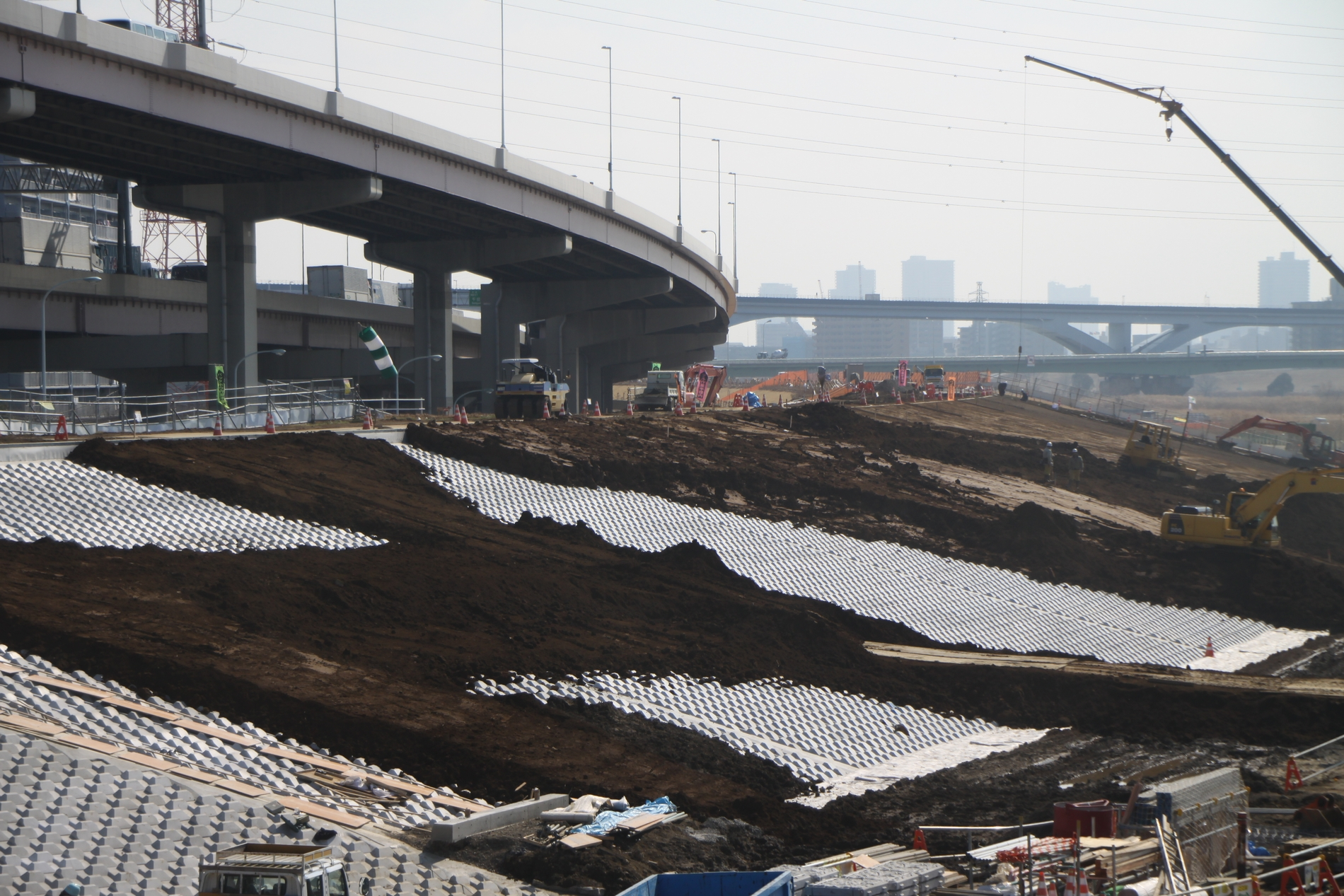
整備中の堤防

堤防から見て河川のある側を堤外（ていがい）といい、その反対側を堤内（ていない）という。一般的な感覚とは内外逆に思えるが、人家のある土地を堤防で囲って護るという考え方から生まれた呼称である。輪中でみれば、家屋がある場所が堤内になっていることでわかる。
堤防の平坦になった頂部は天端（てんば）、もしくは馬踏（ばふみ）と呼ばれ、3m以上の計画高水流量により決められた幅にされている。この天端には河川管理のための人車が通行可能な河川管理用通路が設けられ、必要に応じて敷砂利やアスファルト舗装が施されている。
堤防も場所によっては、一般車両の通行可能な国道や都道府県道等の一般道と同等の「併用道路」とされているが、天端は洪水時において水防活動を実施する空間となるため、水防活動を妨げるガードレールや街灯といった構造物は可能な限り設置が避けられる。
このため一般の道路は、天端を区分して平行に設けたり、斜面を1段下がった小段に設けることで、水防活動と一般交通路としての利用を分離している区間も多い。
天端の両端の法肩（のりかた）から下る斜面は法面（のりめん）といい、堤外側の法面を表法（おもてのり）、堤内側の法面を裏法（うらのり）という。法面の勾配は原則として50%以下と定められている。
通常は法面には芝を生やすことで表面の崩落を防ぐが、水流が強くなることが予想される箇所の表法面はコンクリートブロックなどで護岸が行われる。
大きな堤防になると（高さ3m以上）、法面の崩壊を防ぎ、安定を図るため、中腹に水平な段が設けられる。これを小段といい、1.5m以上の幅で設けるよう定められている。ただし、小段に水が溜まることを嫌って、最近は流下断面に余裕がある場合、小段を設けずに緩傾斜とした1枚法で改修される場合がある。また、堤防の安定や非常用土砂の確保、環境保全において必要のある場合には、裏法に盛り土を行うことがある。これを側帯という。側帯はときに頂部を公園としたり、並木を植えるなどして利用されることもある。
日本では堤防を完成堤防と暫定堤防、暫々定堤防とに区分している。
完成堤防の定義は「計画高水位に対して必要な高さと断面を有し、さらに必要に応じ護岸（のり覆工、根固工等）等を施したものをいう」としている。暫定堤防は計画高水位に対して必要な高さと断面(幅)を有し、さらに必要に応じ護岸等のうち、どれかは満たす状態の堤防で、暫々定堤防はそのどれも満たしていない堤防である。
前述の断面とは一般に堤防断面と呼ばれ、これは堤防を水流行方向ではなく、横断面方向にカットした際の形状断面である。
暫定堤防のうち、高さがあるが断面幅の狭い堤防のことをかみそり堤と呼んでいる。
特に隅田川に設置されているコンクリートウォール製の高さがあるが断面幅の狭い鉛直型防潮堤はカミソリ堤防と呼ばれる。
また、計画高水位に対して必要な高さと断面を有する堤防断面を計画堤防断面としており、河川管理施設等構造令では河川の規模（流量規模）に応じて堤防高ほかが規定されているため、これに基づいて各河川の計画堤防断面が決定されている（形状規定方式）。
特殊堤・胸壁
堤防の材料は土を基本とする。この場合、土は自立させるために断面を底面の広い台形に仕上げる必要があるが、都市部などで、通常の堤防を作るだけの用地が確保できない場合、主要部分にコンクリートや鋼矢板などを用いた壁状の堤防を造ることがある。これを特殊堤という。また、同様の理由で堤防高が十分に取れない場合、堤防上にコンクリートなどで壁を造り高さを補うことがある。この壁を胸壁という。
尚、同様の特殊堤として、河川構造物に越流堤、囲繞堤（いじょうてい）、背割堤及び道流堤がある。

#### 堤防の種類

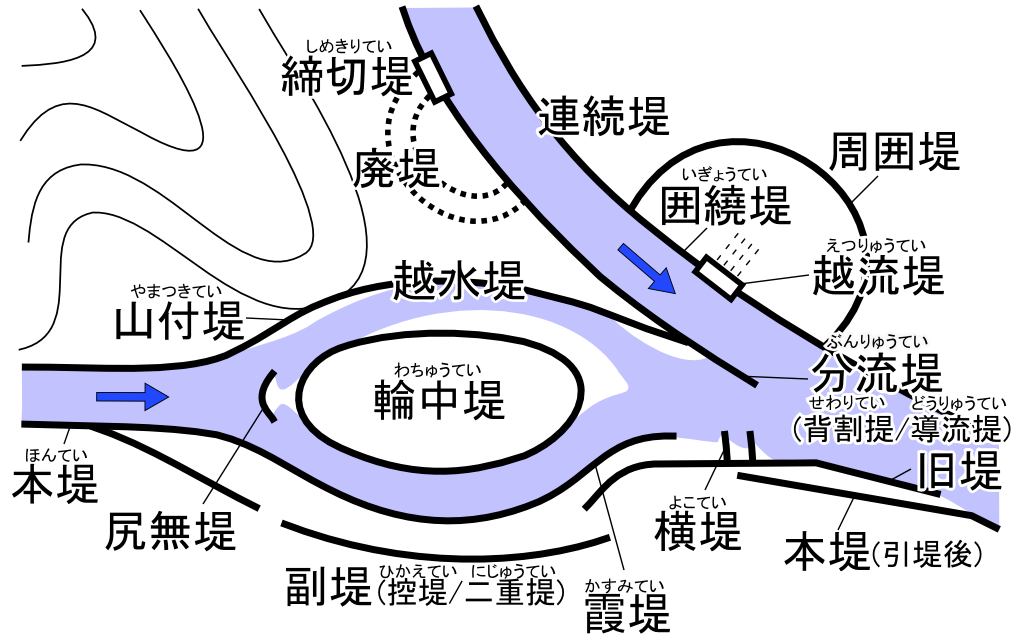
多様な堤防

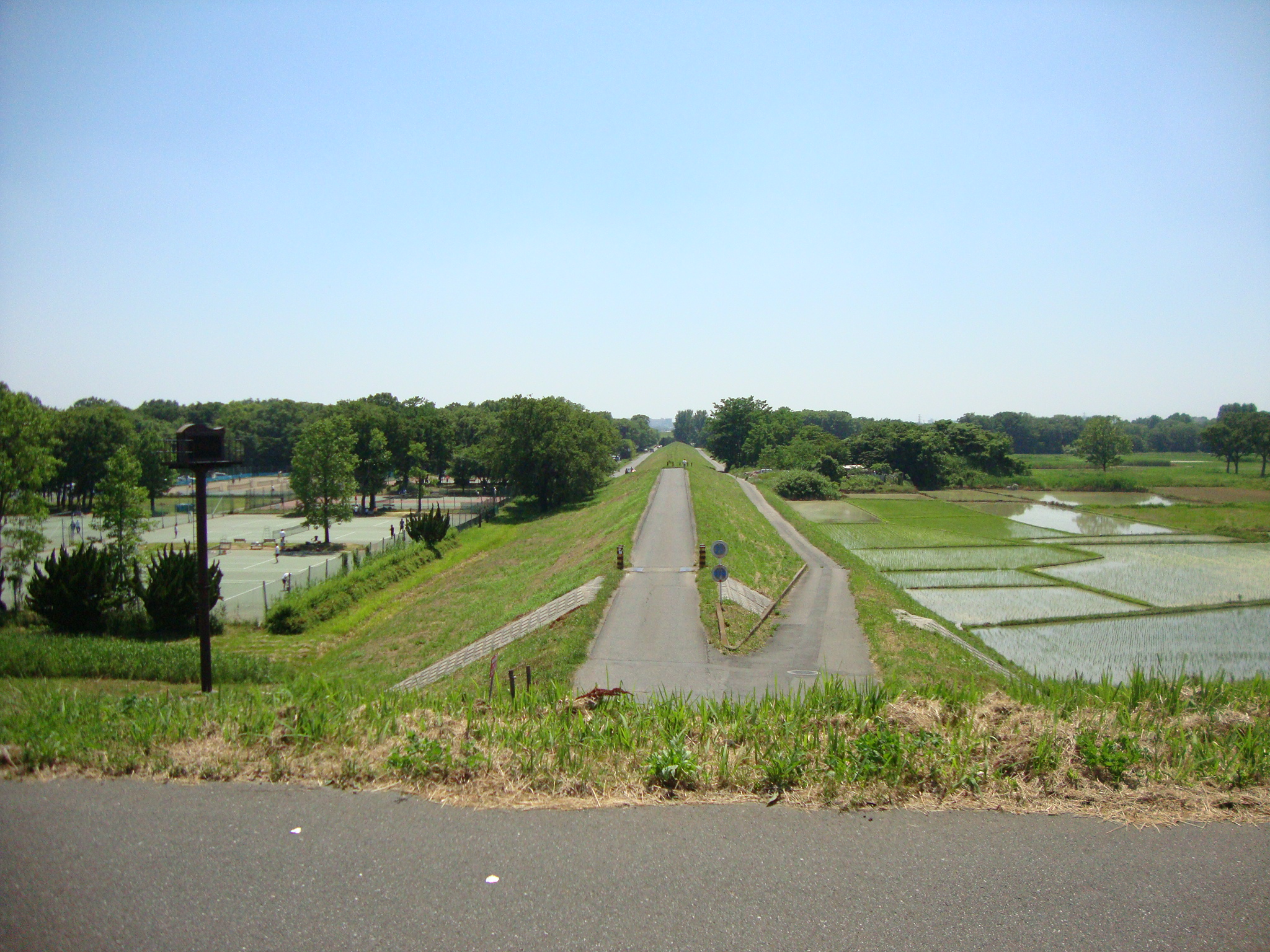
さいたま市桜区にある荒川左岸の横堤。

- 本堤
洪水を防ぐ役割を主に担う連続堤のことを本堤という。
- 副堤、控え堤、二線堤
本堤の保護やバックアップの目的で設けられる小さい堤防のことを副堤、控え堤、二線堤という。
- 横堤
河道とほぼ直角に、本堤から河川に向かって設けられた堤防のこと。洪水の流れを受け止めて流速を落とし、遊水池のような効果も期待できる。河川敷を広く取った場所に造られ、普段は耕地として利用されている他、天端部を橋に接続する道路として使用されているものもある。
埼玉県比企郡吉見町から戸田市にかけての荒川に荒川横堤が設けられた。岐阜県、愛知県の木曽川流域の猿尾堤では河道とほぼ直角に設けられているが遊水機能はない。また遊水機能がない河道にほぼ直角に設けられている堤防を「突堤」[7]と表記して横提と区別している本[8]もある。
- 囲繞堤、周囲堤、越流堤
遊水池を設けて氾濫した水の受け皿とする場合、遊水池と川を隔てる堤防を囲繞堤（いじょうてい、いにょうてい、いぎょうてい）、遊水池と人家のある土地を隔てる堤防を周囲堤とよぶ。また、遊水池へ水を導くためわざと堤防を低くしてある部分を越流堤（別名：洗い堰）とよぶ。越流堤には流水により浸食されない強固な構造が要求される。
- 背割堤
河川の合流部に、二つの流れを分けるように設けられた堤防。一方の河川で増水があったとき、もう一方の河川への背水（逆流や堰上げ）による影響を小さくするために、互いの河川の水位に大きな差がある場合に設けられる。
- 導流堤
河川の分流・合流地点、河口などに設置される堤防。流れと土砂の移動を望ましい方向に導くために設けられ、背割堤は導流堤の役割を兼ねていることが多い。
- 霞堤
堤防が不連続となっており、上流側堤防の終端部の堤内側に平行して下流側堤防が始まる構造の堤防。堤防が折り重なる様子を霞に見立ててこの名がある。
『霞堤』という単語自体は、明治時代に常願寺川のある急流河川の不連続堤を形容して作られたものであった。単語が普及していくにつれて豊川の緩流河川にある鎧堤、羽衣堤と呼ばれていた不連続堤防も『霞堤』と呼ばれるようになった。
- 尻無堤
集落や耕地を上流から水が流れてくるのを防ぐために上流側に設けられた堤防。[9]
- 輪中堤
集落や耕地の周囲をぐるりと囲うように設けられた堤防。堤に囲まれた部分は輪中とよばれる。木曽川、長良川、揖斐川の合流する濃尾平野につくられたものが有名。三重県桑名市長島町などに見られる。
- 山付堤
山の尾根など、地形の高まりに接続するように造られた堤防。河川から氾濫した水が、山や台地内にある低地（開析谷など）に入って起きる内水氾濫を防ぐため設けられている。

### 堤防の整備
日本において河川堤防は、河川法に定める河川管理施設の一つとされ河川区域に含まれるため、私有地内にあったとしても工作物の設置や土地の掘削、竹木の植栽・伐採などには河川管理者の許可が必要となる。ただし、高規格堤防特別区域（後述）では規制が緩和される。

#### 設計

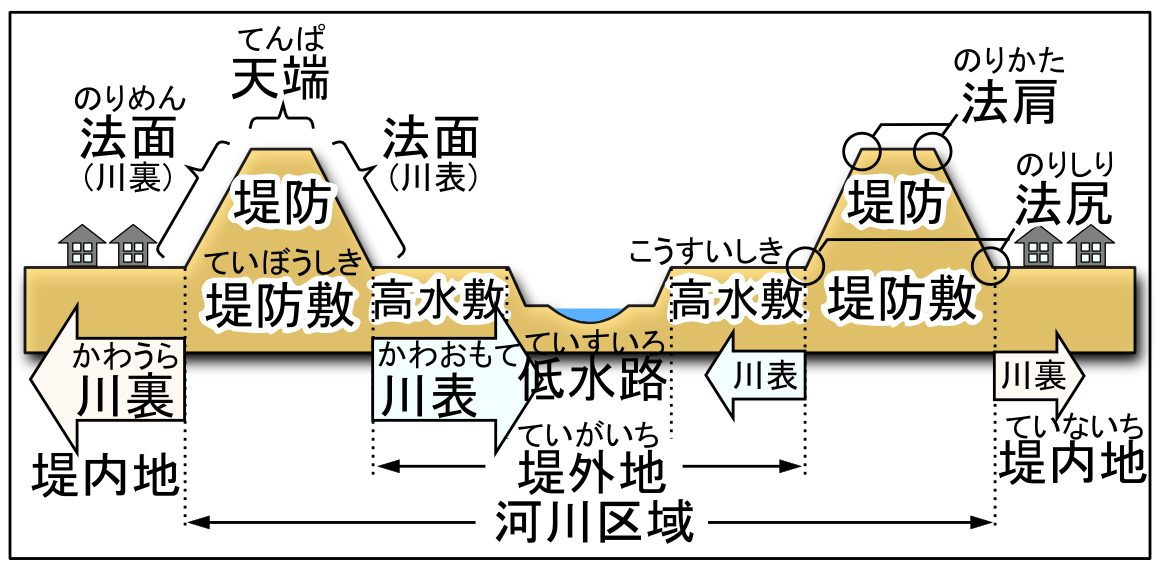
河川堤防（断面図）

堤防の大まかな設計は、位置と高さ、幅より構成される。以下では日本の事情について記述する。
- 位置
多くの河川では、過去に氾濫した時の堆積土砂である自然堤防が堤体として利用できるため、堤防の設置位置はこういったものの形状と量に左右される傾向が強い[11]。また、人工河川では用土確保の他にも周囲の交通路への影響や無理のない河川の流れも考慮される。
- 高さ
堤防の高さは「計画高水位」に基づいて決められ、安全に流せる最大の流量「計画高水流量」から導かれる。
計画高水流量は、河川流域の「対象降雨量」に、設計に用いる最大の雨量が発生する確率「計画確率」[注釈 3]を適用した上で、流出計算を施すことで「基本高水流量」を求め、これからダムや遊水地での「洪水調整量」を引いたものである。計画高水位は計画確率で用いた雨量時に発生する高水位のことであり、計画高水流量など時間による変化で表したハイドログラフなどを用いて決定される[11]。
- 幅
堤防の幅は、越水・浸透・浸食に対する十分な安全性が保たれるように考慮されて提体の断面幅が決められる[11]。

流水部を含めた計画横断面は定規断面と呼ばれるが、堤防定規断面は、河川工事で盛土や切土を行う際に定規となる堤防の最小限必要となるつまり計画高水流量を流すために必要な河川断面。断面は堤内地側の形状を含め描写される。大河川ではおよそ200メートルピッチなどを目安に定期横断測量にて定期的に計測され、都度形状が調整される。
定規断面についても堤防は河川管理施設等構造令に堤防頂部の平坦部である天端の幅や法面の勾配等が規定されているため、これに基づき河川ごとまたは河川区間ごとに河道計画上定規断面が定められている。
こうした一連区間において高さ、天端幅、のり勾配などを構造令などから定めた堤防の基本的な断面の「形状」を基本断面形状という。そして定規断面は不可侵とされ、附属物等は基礎であっても、定規断面内に設置しないことが基本となっている。
改修工事に当たっては、各地点で堤防と護岸も含めた「標準断面」を定めて工事の実施に当たるが、日本の河川では計算を根拠とする定規断面形状をほぼそのまま標準断面として使い実際に施工することが常習化している。ただし堤防定規断面とはあくまで河川整備計画で定められた流量確保などを確認するためのもので、河道計画では計画高水流量を計画高水位以下の水位で安全に流下させる河積を確保することが第一義的となっており、死水域や粗度係数などの河道や沿川に有する自然環境や、堤防背後の土地利用状況等を勘案しつつ河道断面の設定を行う必要が生じる場合がある。

#### 堤防と水位
堤防の整備上の水位として計画高水位がある。
- 計画高水位
計画高水流量が河川改修後の河道断面（計画断面）を流下するときの水位。危険水位ではない。
- 計画高水流量
河道を建設する場合に基本となる流量で、基本高水を河道と各種洪水調節施設に合理的に配分した結果として求められる河道を流れる流量。

防災上の水位として、はん濫危険水位（氾濫危険水位）、避難判断水位、はん濫注意水位（氾濫注意水位）がある。水防法10条及び11条に基づき水位等の予測が技術的に可能な流域面積の大きい河川で、洪水により国民経済生活上重大な損害等を生ずるおそれのある河川として国土交通大臣や都道府県知事が指定するものを洪水予報河川という。また、水防法13条に基づき洪水予報河川を除く河川のうち洪水により国民経済生活上重大な損害等を生ずるおそれのある河川として国土交通大臣や都道府県知事が指定するものを洪水予報河川という。
- はん濫危険水位（氾濫危険水位）
洪水による氾濫で相当の家屋に浸水等の被害を生じるおそれのある水位[17]。はん濫危険水位（氾濫危険水位）は堤防から水があふれだす水位から住民が避難等にかかるとみられる時間に相当する水位上昇分を考慮して決定される[17]。市町村長が避難指示の発令を判断する目安となる水位とされている[17][18]。
- 避難判断水位
住民に氾濫発生の危険性に関する注意喚起を開始する水位[17]。市町村長が高齢者等避難の発令を判断する目安となる水位とされている[17][18]。
- はん濫注意水位（氾濫注意水位）
洪水時に水防団等が適切な巡視活動を実施するために出動する目安となる水位[17]。

#### 高規格堤防

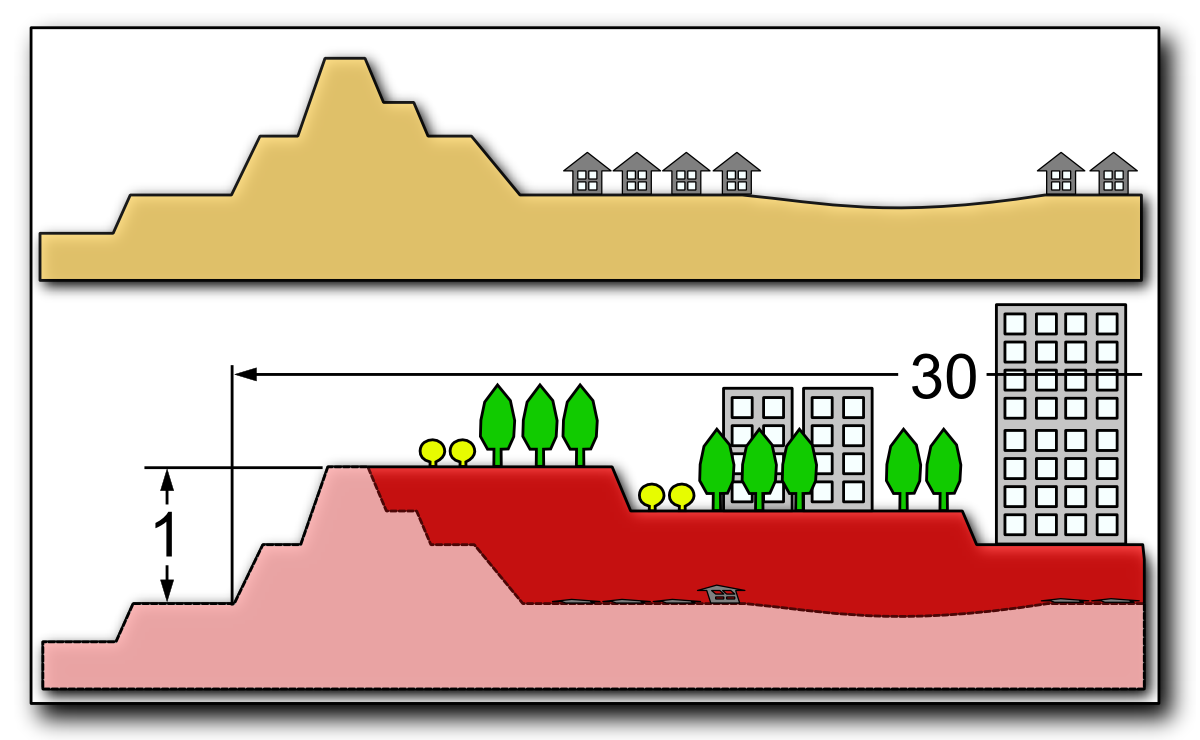
上：従来型の堤防
下：スーパー堤防
スーパー堤防は高さに対して堤体の幅が約30倍である。堤防沿いの建物などを移転させてから盛土（図では赤い部分）を施し、整地後に堤の上に改めて建物を建築する。

通常の堤防は越水が起こると土砂が削られ、破堤につながり甚大な被害を招く。万一の越水でも急速な崩壊を招かぬよう、裏法面を3%以内の緩やかな勾配としたものを高規格堤防またはスーパー堤防と呼ぶ。高規格堤防においては水が堤防高を越えても堤内に緩やかに流れ落ちるため被害が小さくなるとされる。1987年に建設省（現在は国土交通省）が事業として利根川から工事を始め、ほかに江戸川、荒川、多摩川、淀川、大和川の5水系6河川区間約873kmの整備を対象とした。
高規格堤防の裏法面上は高規格堤防特別区域とされ、大規模な地面の掘削等に許可が必要となるものの、通常の土地とほぼ同様に建築や耕作に利用することができ、堤防上に街並が作られる。たとえば堤防高10mの高規格堤防では裏法面の幅は30倍の約300mを必要とする規格であるが、この部分の用地買収は行わず、一時移転や再建築の費用を国が負担した上で所有者に土地が返還されることとなる。この際に街区整理も併せて行われることがある。
高規格堤防計画の延長が縮小される前は、100年から200年に一度の大洪水を防ぐための総延長すべての建設に約400年の膨大な時間と12兆数千億円の費用が必要とされ、また堤防全体を高規格化するまではその治水効果を十分には発揮できないことから批判があった。
スーパー堤防事業は民主党による事業仕分けで無駄と脚光を浴びたが、2011年東北地方太平洋沖地震を契機に災害への意識が高まり、規模の大幅な修正を経たものの、現在も建設が行われている。

### 破堤（決壊）と欠壊

#### 破堤（決壊）

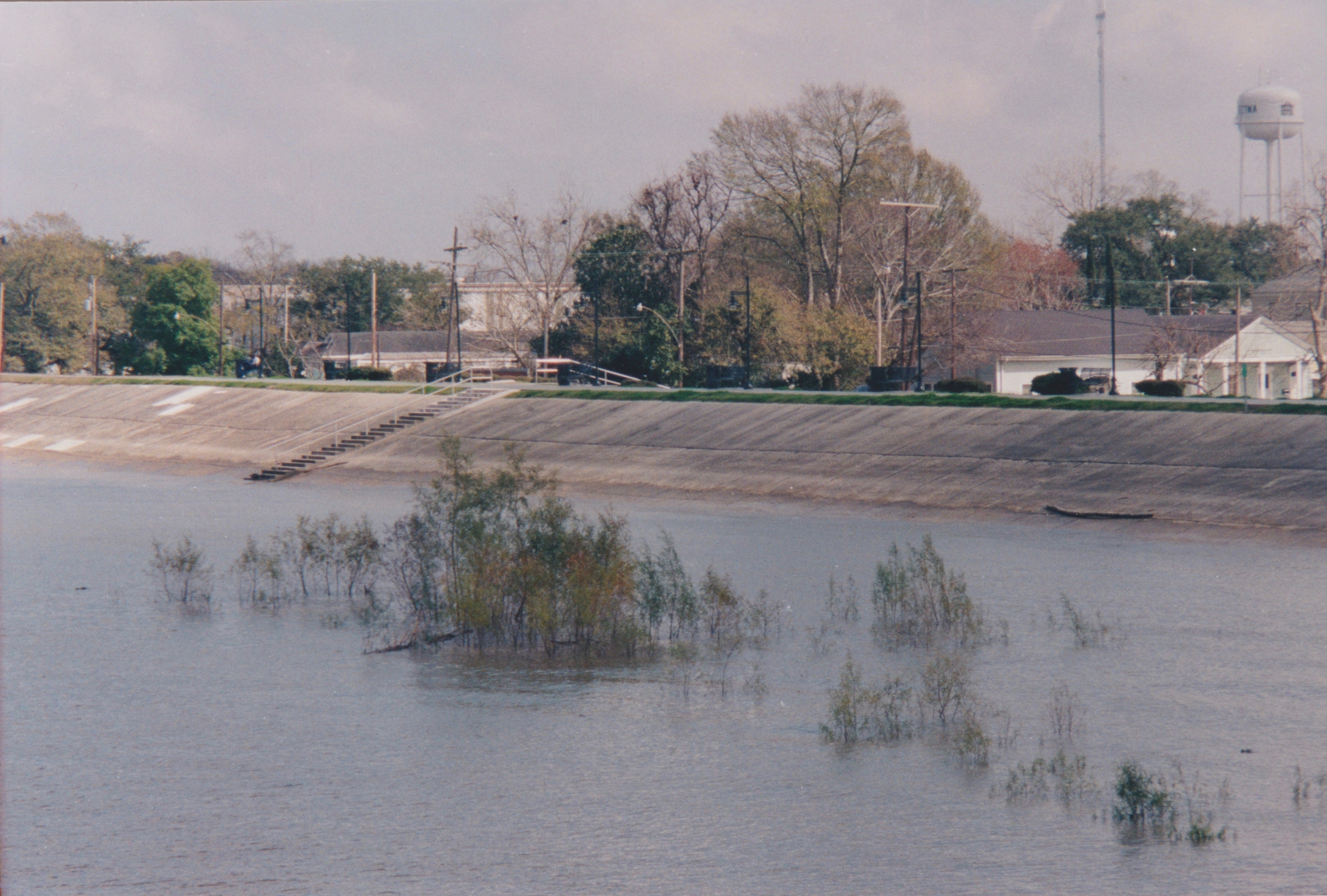
増水したミシシッピ川。河原は水没しているが堤防のおかげで町には被害がない。

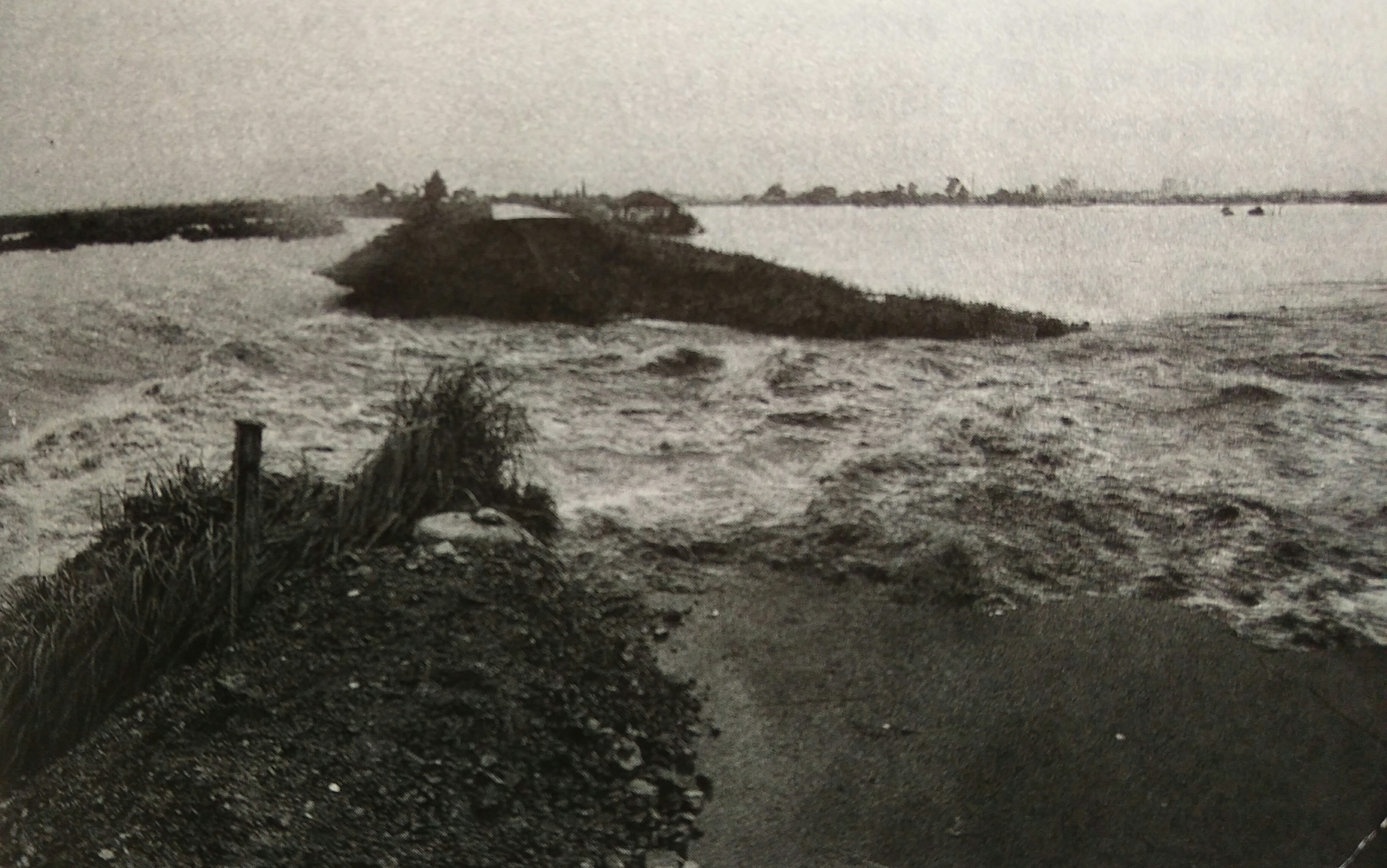
降り続いた雨で決壊した長良川の堤防(昭和51年9月12日の9.12水害)

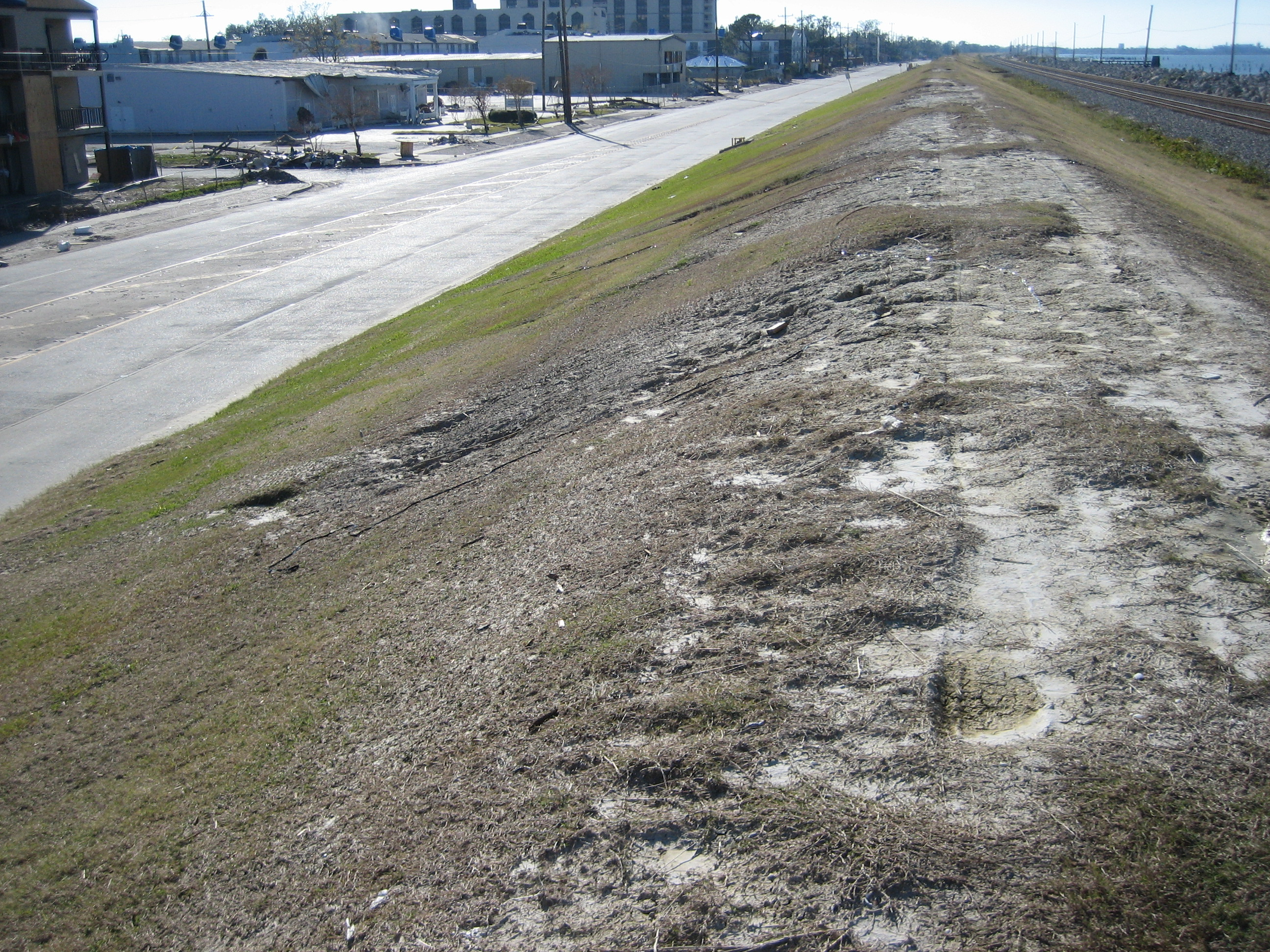
越水による堤防浸食の跡。一部が法尻にも及ぶ（ニューオーリンズ）

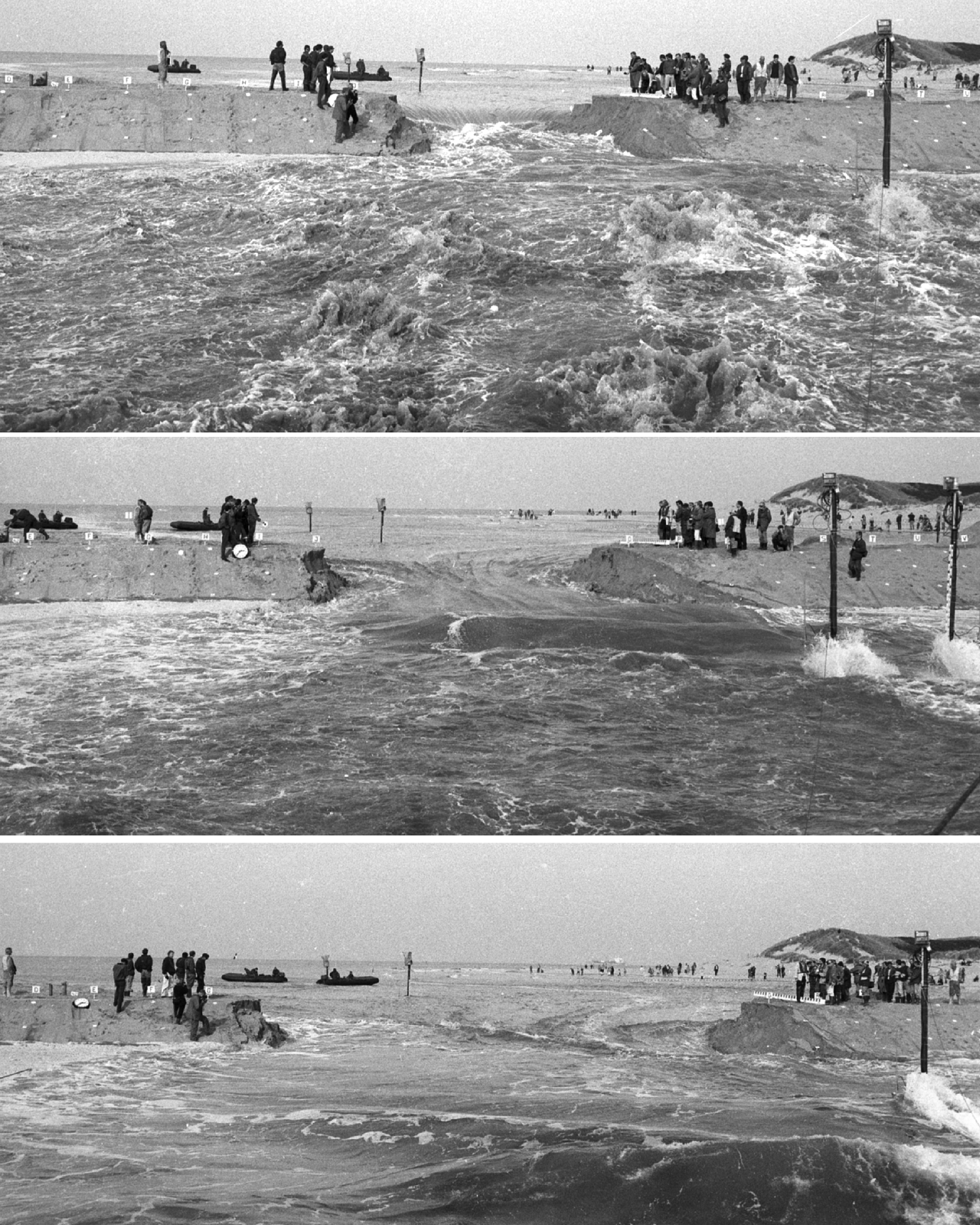
破堤実験の様子。水勢が強い決壊部では崩落が拡大してゆく（ベルギー ズウィン）

堤防が崩壊することで川の水が堤防から流れ出すことを破堤（決壊）という。
- 越水破堤

洪水により水位が堤防を越えて水があふれ、堤脚部（堤防の下部）が削り取られることで土塊が崩落して決壊するもの。堤防の破堤（決壊）の原因の多くは越水破堤である。
越水だけであれば堤防の高さを増せば単純に防げるが、費用対効果や堤体の総合的な耐力を考慮すれば現実的な高さには上限が生じる。ここでいう越水対策とは天端や川裏側の浸食に対する備えであり、越流水で生じる浸食作用から堤体を護ることである。越水対策では、越水された場合であっても容易には流水で堤体を侵食されないように、天端の川裏側角や川裏の法尻部分にはそれぞれ法肩保護工と法尻工が行われ、天端や法面という平面部は遮水シートや保護マットを覆うといった対策が行われる。
なお、越水では破堤の有無に関わらず漏れ出た水によって「超越洪水」が起きる場合がある。
- 洗堀破堤
河川の流水が直接堤防を削り取り決壊するもの[22]
表法面をコンクリート製などの護岸工事を行ったり、水制（すいせい）を設けるといった対策が行われる。適切に管理された斜面の芝もある程度有効である。
- 浸透破堤
河川の水位が上昇するとともに堤防内の水位も上昇して浸透し、土の粒子間の接触が弱まることで内部から堤防が削り取られ決壊するもの[22]。堤内側地盤との水頭（水圧）差により生じる堤防内の間隙水圧が大きくなった場合に、川表側からの河川の浸透水による水みちが形成されることで、裏法側や堤内基盤に漏水を生じさせる。
鋼矢板製の止水壁を川表側の土中に打込んだり、透水性の低いブランケットと呼ばれる土で川底を覆う工法や、遮水シートやブランケットで表法面を覆う工法を採る。また、川裏側にドレーン工と提脚水路を設けて堤体内に浸透した水をできるだけ早期に排水できるようにするといった対策が行われる。大量の雨水が堤体内に浸透するのも避ける。
- パイピング破堤（パイピング現象）
河川の水位の内外差により河川側から浸透流が発生し基礎地盤の土砂が流出して陥没するもの[22]。パイピング破堤は堤防から水があふれていなくても生じることがあり予測が難しいといわれている[23]。堤防付近の地盤から水が噴き出すといった前兆現象がみられることもある[23]。

なお、浸透防止策、浸食防止策、越水対策などの対策を施された堤防は「難破堤堤防」と呼ばれる。

#### 欠壊
欠壊とは堤防が激しい川の流れや波浪などで削り取られたり、雨の浸透により堤防の一部が崩れることをいう。

#### 決壊した主な災害
- 天文3年（1534年） - 大洪水で井水口が破堤して井川（現長良川）を形成
- 寛文12年（1673年） - 5月水害 吉井川堤防の決壊
- 宝永5年（1708年） - 6月21日（8月7日）から翌日に及んだ豪雨 酒匂川では大規模な土石流が発生、大口堤が決壊し足柄平野を火山灰交じりの濁流で埋め尽くした
- 寛保2年（1742年） - 江戸洪水により利根川上流部の舞木・赤岩・北河原及び新川通が破堤
- 宝暦7年（1757年） - 伊勢湾岸新田大打撃 海老江川決壊など尾張国の堤防決壊1361箇所に及ぶ
- 天明9年（1789年） -  吉井川増水による氾濫。邑久郡福井村長船町の堤防が決壊。
- 安政6年（1859年）  - 現在の千曲市の信濃川戸倉大西堤防、千本柳下河原堤防が決壊。
- 明治5年（1872年） - 8月1日、信濃川・五十嵐川大洪水
- 明治15年（1882年）9月、10月に信濃川堤防決壊、浸水700戸。
- 明治18年（1885年） - 明治十八年の淀川洪水 枚方市岡新町の天野川他の堤防が決壊
- 明治37年（1904年） - 明治37年7月豪雨 庄内川志段味（名古屋市守山区）、大留（春日井市）、桜佐（春日井市）、勝川、瀬古地内で破堤。
- 明治43年（1910年） - 明治43年の大水害 - 利根川などが決壊。死者行方不明者約1000人。
- 明治44年（1911年） - 明治44年9月豪雨 庄内川高蔵寺地内で破堤。
- 大正2年（1914年） - 8月27日、台風による豪雨 栖吉川と福島江で破堤して長岡市内の大半が浸水
- 大正7年（1919年） - 7月の台風により佐波川堤防が決壊して3,451戸が浸水した
- 大正15年（1926年） - 7月28日：諏訪・曲渕切れの水害。五十嵐川左岸の諏訪・曲渕で破堤
- 昭和13年（1938年） - 阪神大水害 集中豪雨に見舞われ阪神方面だけでなく、関東各地でも決壊・氾濫・水害が発生し甚大な被害を齎した。また大水害からほぼ1か月後の7月28日～8月1日には同様の集中豪雨で決壊が多発
- 昭和16年（1941年） - 7月10日豪雨 高須村高須地先で小貝川左岸の堤防が決壊。
- 昭和20年（1945年） - 阿久根台風 加古川水系の河川では堤防決壊6か所、喜瀬川では河原山池の堤防が決壊、下流域が浸水した。明石川では本流・支流をあわせて決壊23ヶ所
- 昭和22年（1947年） - カスリーン台風 東北地方のほか、首都圏特に利根川や荒川などの堤防が決壊したため、埼玉県東部から東京都23区東部にかけての広い地域で家屋の浸水が発生
- 昭和24年（1949年） - 8月10日集中豪雨 那珂川が氾濫し、一の井手が決壊
- 昭和24年（1949年） - キティ台風、信濃川長野市丹波島と須坂市村山など各地で破堤
- 昭和25年（1950年） - 8月2日豪雨 小貝川高須村神浦地先で堤防が決壊
- 昭和25年（1950年） - ジェーン台風
- 昭和26年（1951年） - 7月梅雨前線豪雨 佐波川堤防17ヶ所が決壊して浸水家屋3,397戸に及んだ
- 昭和26年（1951年） - 10月ルース台風 堤防決壊1263カ所。
- 昭和28年（1953年） - 6月昭和28年西日本水害 堤防決壊で浮羽町役場をはじめ町内すべてを水没させ、さらに浮羽郡各所に流入、支流の巨瀬川の洪水と合流し巨瀬川の堤防を決壊
- 昭和28年（1953年） - 8月15日南山城水害 京都府南部に発生した集中豪雨により、天井川堤防の決壊、河川氾濫
- 昭和28年（1953年） - 9月昭和28年台風第13号による集中豪雨 穂高川北穂高村内の堤防が決壊。同日、高瀬川の堤防も決壊したため村内約100戸が水没他。淀川洪水 小畑川 (淀川水系)など破堤。女瀬川との合流点付近で破堤。芥川 (大阪府)右岸の堤防が約150mにわたって破堤。
- 昭和33年（1958年） - 7月豪雨、総雨量700mmに達し、飛騨川下呂大橋下流左岸が破堤、六角川洪水は本川上流部で氾濫の後、現武雄市の潮見、大日付近の数か所で破堤
- 昭和34年（1959年） - 9月伊勢湾台風 山崎川は下流域を中心に破堤が発生、長島町を囲む堤防が15ヶ所で破堤。町域のほとんどが水没
- 昭和41年（1966年） - 7月17日下越水害 加治川や支流の堤防が決壊。
- 昭和42年（1967年） - 7月7-12日かけての梅雨、桂川 (淀川水系)堤防の破堤・小畑川などの支流の破堤や桂川からの逆流による水害が多数発生している
- 昭和42年（1967年） - 8月28日羽越豪雨 前年に加治川の堤防が決壊した箇所などが再度決壊。
- 昭和49年（1974年） - 多摩川水害 9月1日から3日にかけて、台風16号のもたらした豪雨で、多摩川が増水し、狛江市では左岸の堤防が260メートにわたって決壊
- 昭和56年（1981年） - 昭和56年台風第15号 24日未明に利根川の水位上昇に伴い、支川小貝川の左岸、利根川合流点からおよそ5 kmの地点で破堤し、茨城県龍ケ崎市や利根町、河内村などにおいて浸水被害が発生
- 昭和61年（1986年） - 8月4日から5日までにかけて発生した集中豪雨（8.5水害） 吉田川 (宮城県)桧和田、内ノ浦など4箇所で破堤。
- 平成6年（1994年） - 足羽川がカーブ外側の堤防が水圧によって破堤した。
- 平成7年（1995年） - 7.11水害 関川流域では新井市（現・妙高市）月岡の関川と渋江川の合流点付近など複数箇所で破堤が発生
- 平成11年（1999年） - 9月15日台風16号 長良川上流部（郡上郡白鳥町、当時）で堤防決壊
- 平成14年（2002年） - 7月10日台風6号 長良川上流部（郡上郡白鳥町、当時）で堤防決壊
- 平成16年（2004年） - 7月13日平成16年7月新潟・福島豪雨 信濃川水系の五十嵐川・刈谷田川・中之島川の堤防が11ヶ所で決壊
- 平成16年（2004年） - 7月18日平成16年7月福井豪雨 福井市春日付近が決壊し、甚大な浸水被害をもたらした
- 平成16年（2004年） - 10月平成16年台風第23号
- 平成23年（2011年） - 3月11日東北地方太平洋沖地震（東日本大震災） 1958年に決壊した源五郎沢堆積場が再び決壊。足尾銅山鉱毒汚染物質が渡良瀬川に流下し、下流の農業用水取水地点で基準値を超える鉛が検出
- 平成23年（2011年） - 平成23年7月新潟・福島豪雨 新潟県では河川の堤防が2ヶ所決壊するなど大きな洪水被害をもたらした。五十嵐川右岸（江口）の堤防が150 mにわたり決壊。
- 平成26年（2014年） - 平成26年8月豪雨 芽室町上美生地区の美生川堤防が決壊。
- 平成27年（2015年） - 平成27年9月関東・東北豪雨 鬼怒川が決壊。
- 平成28年（2016年） - 平成28年8月北海道豪雨 空知川南富良野町内2カ所で破堤
- 平成29年（2017年） - 平成29年台風第18号 3年前に決壊した美生川の再決壊
- 平成30年（2018年） - 平成30年7月豪雨 岡山県内では河川の氾濫や堤防の決壊による浸水、土砂災害が相次いだ。全半壊・浸水家屋の数は19日時点で少なくとも14,000棟にのぼり、県内の風水害による被害としては戦後最悪。倉敷市真備町では7日朝までに小田川と支流の高馬川などの堤防が決壊
- 令和元年（2019年） - 令和元年東日本台風#決壊 この台風により浸水面積は国管理河川だけでも約2万5,000ヘクタールに達した。

## 海岸堤防
津波・高潮・高波の被害を防ぐために海岸に沿って設けられる堤防は海岸堤防とよばれる。海岸堤防の高さは計画高潮位（異常潮位の際に想定される潮位）に波の影響を考慮した高さを加えたもの以上に設定される。波による浸食や越波に耐えうるよう、河川堤防よりも強固な構造となっている。また、海岸堤防には浪波による越波を減少させ、侵食による土砂の流出を防止するという役割も備えている。
また、津波等に備えて特に高く頑丈に造られた堤防を「津波防波堤」または「防浪堤」と呼ぶ。高さ5 - 7 mメートル程度のものが一般的であるが、岩手県宮古市田老地区（旧田老町）の田老の防潮堤は特に高く、その高さは10 m、長さは2.4 kmに及び、別名「田老万里の長城」として観光名所にもなっていた。この田老地区の堤防は1960年チリ地震の津波をはじめとする幾つもの津波被害を防いできたが、東日本大震災を引き起こした東北地方太平洋沖地震の津波を防ぐことはできなかった。2011年3月11日に起こったこの地震により、被災6県（青森県 - 千葉県）の約300 kmの範囲で多くの被害をもたらした。それにより、「海岸保全施設等の施設については、設計対象の津波高を超えた場合でも施設の効果が粘り強く発揮できるような構造の技術開発を進め、整備していく必要がある」という『粘り強い構造』の考えが導入された。この考えは河川堤防にも導入されている。
海岸堤防は一般的に、盛り土の表面をコンクリートで被覆して造られている。さらに近年竣工された海岸堤防の一部には、植栽のために盛り土がされている。このような造りは費用がかかりすぎるというが問題も発生している。
一方で岩手県の下閉伊郡普代村や九戸郡洋野町においては、東北地方太平洋沖地震においても高さ15.5 mの普代水門（1984年完成）や太田名部防潮堤（以上普代村）、高さ12 mの防潮堤（洋野町）が決壊せずに津波を大幅に減衰させ、集落への人的・物的被害を最小限に抑えることができた。普代村では東北地方太平洋沖地震において被災した民家は無く、死者はゼロである。

## 堤防を故意に破壊する行為

### 日本
日本では、堤防を決壊させた者は、刑法第123条により2年以下の拘禁刑または20万円以下の罰金（出水及び水利に関する罪）、さらに出水させて現住建造物、電車などを浸水させた場合には、第109条により死刑または無期若しくは3年以上の拘禁刑が科せられる（現住建造物等浸害罪に項を参照のこと）。実際に適用された例は確認されないが、住民などが堤防を破壊する行為は記録されている。
- 1802年（享和2年）7月2日 - 長雨が続いて淀川が氾濫。氾濫場所と淀川との間で水位差が開いた野田村（現在の大阪市都島区）で堤防を切り下げを行い洪水流を淀川に戻した。この場所は1885年（明治18年）の淀川大洪水の際にも同様の措置が取られたこともあり、後年「大塚切れ洪水碑」が建立されている[34]。
- 1947年（昭和22年）7月 - 東北地方一帯に集中豪雨により水害。特に被害の大きかった宮城県下では、堤防の決壊は180箇所以上に及んだ。この中には、豪雨の最中に増水する河川から自らの町を守るため、故意に隣町の堤防を破壊して水を流し込む行為が少なからず見られた（例：迫川支流の夏川など）[35]。
- 1947年（昭和22年）9月 - カスリーン台風により利根川の堤防が決壊。埼玉県、東京都に向けて濁流が流れ始めた。東京都知事安井誠一郎は内務省国土局河川課などに掛け合い、江戸川右岸提を爆破して江戸川に濁流をそらす事を決定。アメリカ陸軍工兵隊の協力を得て、同年9月20日、葛飾橋上流約300m地点の堤防が爆破、開削された[36]。
- 1995年（平成7年）7月 - 長野県豊野町（現長野市）では集中豪雨の際に堤内水位が堤外水位を上回ったことから、当時の町長が排水を目的に堤防の破壊を決断、被害の拡大を防ぐことに成功した[要出典]

### 中国
中国では、1938年6月、国民革命軍が日本軍の進撃を食い止める目的で黄河の堤防を破壊した（黄河決壊事件を参照のこと）。

### アメリカ合衆国
1972年、北ベトナムは、アメリカが紅河デルタ地帯の堤防や水門を意図的に爆撃、同年7月までに149ヶ所の堤防と7ヶ所の水門が破壊されたと非難した。アメリカ側はリチャード・ニクソン大統領自ら爆撃を否定、後に国務長官が偶発的な被弾が12ヶ所あったことを追認したが、国内外から堤防の爆撃に対する非難の声があがった。エドワード・ケネディ上院議員らは「いかなる理由でも堤防爆撃に反対する決議案」を議会に提出したが否決された。

### 国際連合
1977年に採択されたジュネーヴ諸条約追加議定書（第56条）では、堤防は原子力発電所、ダムと並び「危険な力を内蔵する工作物及び施設」として位置づけられ、武力による攻撃が禁止される対象となった。